# Andreas Strehler

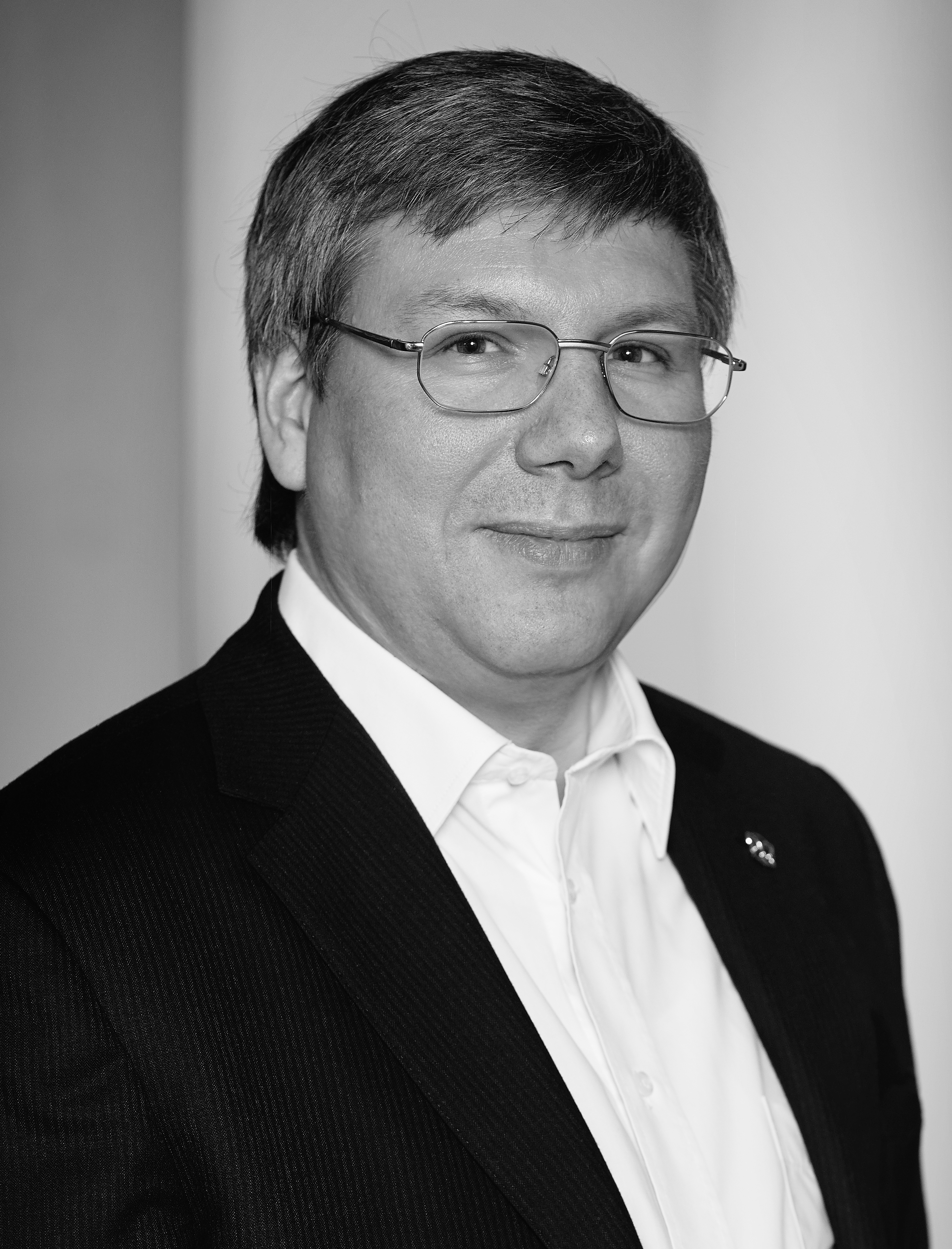
Andreas Strehler (2015)

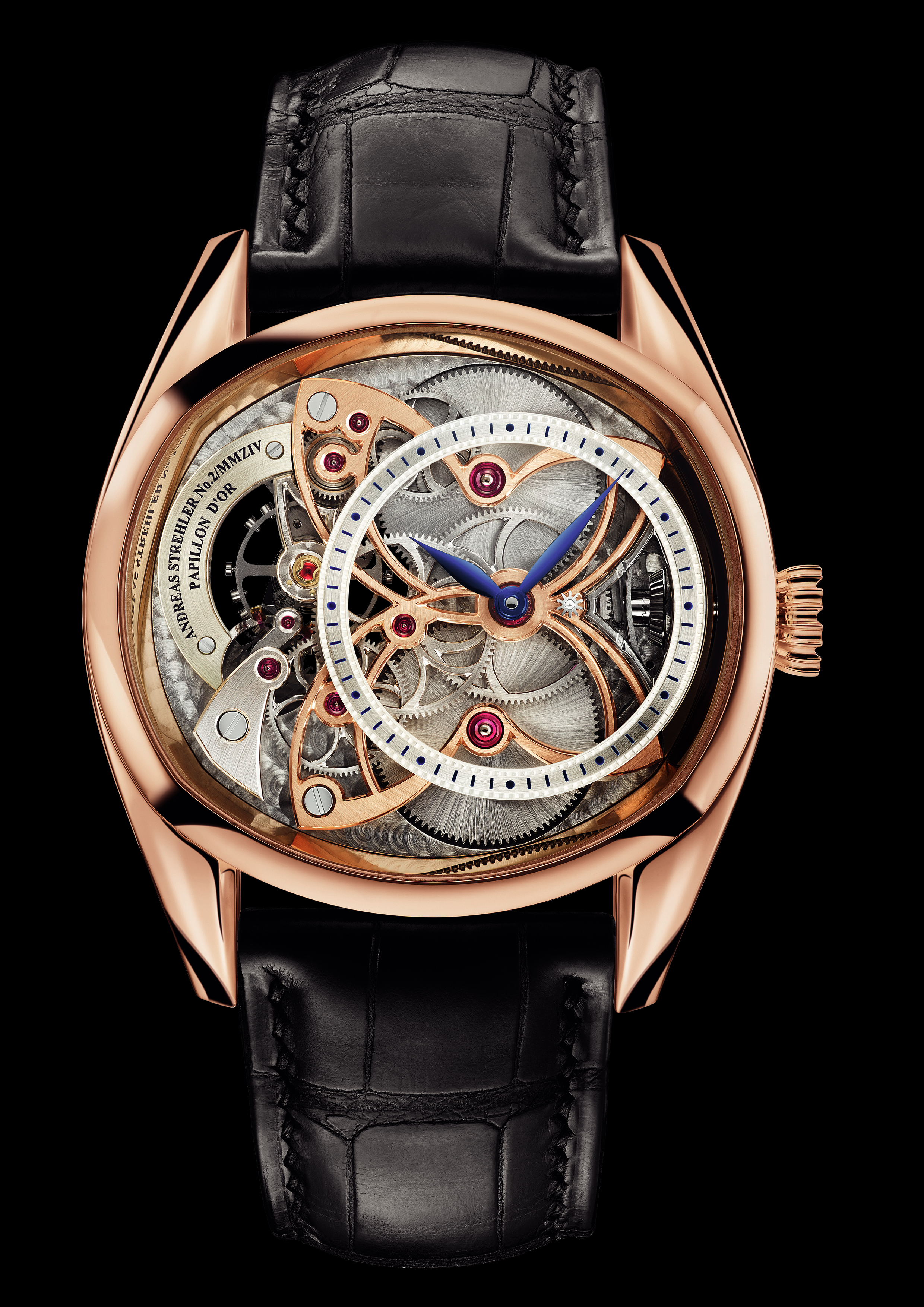
Andreas Strehler, Papillon d’Or 18K rotgold, Frontalansicht

Andreas Strehler (* 1971 in Winterthur, Schweiz) ist ein Schweizer Uhrmacher und Uhrenkonstrukteur.

## Leben
Andreas Strehler absolvierte eine vierjährige Lehre als Uhrmacher in einem Fachgeschäft in Frauenfeld und schloss diese als Uhrmacher-Rhabilleur (mit dem entsprechenden eidgenössischen Fähigkeitszeugnis) im Jahr 1991 ab. Parallel zur praktischen Ausbildung absolvierte Strehler die Uhrmacherschule in Solothurn. Nach dem Abschluss seiner Ausbildung begann Strehler 1991 bei Renaud & Papi (heute Audemars Piguet, Renaud & Papi SA) in Le Locle. Dort war er der erste angestellte Uhrmacher (nicht am Unternehmen beteiligt). Strehler wurde zum Leiter der Prototypenabteilung ernannt und mit der technischen Umsetzung neuer Entwicklungen betraut. Ende 1994 verliess Strehler Renaud & Papi und zog zurück nach Wülflingen.
Am 1. Januar 1995 machte sich Strehler mit einer eigenen Werkstatt in Winterthur selbständig. Zunächst konzentrierte er sich auf das Reparieren und Restaurieren alter Uhren.
Im Jahr 2005 gründete er die UhrTeil AG, unter deren Dach sich Strehler um Industrieaufträge kümmert. Neben der Planung und der Konstruktion von Komponenten, Komplikationen und kompletten Uhrwerken, fertigt seine UhrTeil AG auch die entwickelten Komponenten auf eigenen, zum Teil selbst konstruierten Maschinen. Dabei werden neben Prototypen auch Klein- und Grossserien gefertigt. Im Jahr 2007 verlegte er seinen Firmen- und Wohnsitz nach Sirnach im Kanton Thurgau. Im Jahr 2000 wurde er als damals jüngstes Mitglied in die Académie Horlogère des Créateurs Indépendants (AHCI) aufgenommen.

## Werk
Im Jahr 1998 stellt Strehler mit dem Tischkalender seine erste eigene Uhr vor. Neben einer Taschenuhr verfügt der Tischkalender über einen im Sockel eingebauten ewigen Kalender. Dieser wird beim Einsetzen durch die Taschenuhr synchronisiert. Dabei sorgen verschiedene Sicherheitsvorrichtungen dafür, dass Fehlauslösungen vermieden werden. Der Tischkalender funktioniert nach dem Schlüssel-Schloss-Prinzip nur mit einer einzigen Taschenuhr. Dabei verfügt der Kalendermechanismus im Sockel zwar über eine eigene Energieversorgung, diese dient jedoch nur zum Weiterschalten des Kalenders. Der Kalender kann nicht autark schalten. Mit dem Einsetzen der Taschenuhr erkennt der Kalender wie viele Tage vergangen sind und schaltet die Datumsanzeige auf das aktuelle Datum weiter.
Im Jahr 1999 stellt Strehler mit der "Zwei" eine weitere Taschenuhr vor. Die Besonderheit der Zwei besteht in der auf Knopfdruck umschaltenden Anzeige der Zeiger. Diese wechseln von der Anzeige der aktuellen Zeit auf die Anzeige des Datums (Minutenzeiger) und des Monats (Stundenzeiger). Dabei wechseln beide Zeiger voneinander unabhängig ihre jeweilige Position und nehmen ihre neue Position unabhängig von der Drehrichtung auf dem jeweils kürzesten Weg ein. Für diese Mechanik erhielt Strehler sein erstes Patent. 2001 setzte Strehler die Mechanik der "Zwei" als Armbanduhr um. Funktional blieb die Technik gleich, musste jedoch für die Verwendung in einer Armbanduhr entsprechend miniaturisiert werden.
Von 2003 bis 2011 entwickelte Strehler die Werke der wieder neu gegründeten H. Moser & Cie in Schaffhausen. Darunter die Modelle Perpetual Moon (Mondphase) mit einer Abweichung von nur einem Tag in über 1000 Jahren, sowie die Perpetual 1 ein ewiger Kalender mit Grossdatum bei 3-Uhr. Eine weitere Besonderheit ist der Flash-calendar, der auf sofortiges Durchschalten vom letzten Tag des Monats zum ersten des Folgemonats ermöglicht (bsp: 29. Februar auf 1. März).
2007 entstand in Zusammenarbeit mit Harry Winston die Opus 7. Die Opus 7 war eine Weiterentwicklung der Technik der "Zwei".
Mit der "Papillon" stellte Strehler 2008 ein neues Uhrenmodell vor. Dabei verwendete er eigene für ihn typische Konstruktionsprinzipien, um ein offenes, lebendiges Uhrwerk zu realisieren und dem Betrachter einen tiefen Einblick in das Werk zu ermöglichen. Bei der 2012 vorgestellten "Cocon" diente das neue Uhrengehäuse als Basis für weitere Entwicklungen und Modelle.
Im Jahr 2013 folgt die Vorstellung der "Sauterelle". In dieser Uhr verwirklicht Strehler einen eigenen Zwischenaufzug, ein so genanntes „Rémontoir d’Égalité“, welches eine konstante Energieversorgung der Hemmung  gewährleistet. Durch diese konstante Energieversorgung werden Gangfehler, welche in jedem Uhrwerk durch variierende Antriebskraft auftreten können, ausgefiltert und die Uhr erhält bis zum Ablauf der Zugfedern nach 78 Stunden immer dieselbe Hebung und Amplitude der Unruhe. Für dieses Remontoir d’égalité erhielt Andreas Strehler ein weiteres Patent.
Im November 2014 wurde in London anlässlich des SalonQP das Modell "Sauterelle à Lune perpétuélle" vorgestellt. Mit dieser Uhr realisierte Strehler die präziseste Anzeige der Mondphasen in einer Armbanduhr. Er erreicht eine Abweichung von nur einem Tag in 2.060.757 Jahren. Die "Sauterelle à Lune perpétuélle" erhielt einen Eintrag bei Guinness World Records (Guinness-Buch der Rekorde) als präziseste Mondphasenanzeige in einer Armbanduhr – Originaltext: The most precise lunar phase wristwatch is „Sauterelle à lune perpétuelle by Andreas Strehler (Switzerland), with a deviation of 1 day in 2,060,757 years, as validated in November 2014.“ Im Jahr 2015 stellt Strehler die "Papillon d’Or" vor, dominiert von einer Brücke aus 18-karätigem Gold. Eine Besonderheit ist die auf der Werkrückseite ablesbare Gangreservenanzeige, die über ein Mikrodifferential gesteuert wird.
Neben seinen eigenen Uhren gilt Strehler auch als Spezialist für miniaturisierte Differentialgetriebe und konische Verzahnung.

## Auszeichnungen
2013 erhielt Strehler den Prix Gaïa des Internationalen Uhrenmuseums (MIH) in La Chaux-de-Fonds in der Kategorie „Artisanat-Création“ für seine technischen und künstlerischen Kreationen.